# Watervallen van Inga
De watervallen van Inga (rapides d’Inga) liggen op een veertigtal kilometers van de havenstad Matadi in de rivier de Congo in de Democratische Republiek Congo. Het hoogteverschil is 96 meter over een afstand van ruim 15 kilometer.
De watervallen van Inga maken deel uit van een groep stroomversnellingen – de Livingstonewatervallen – en bevinden zich in het lage deel van deze watervallen ter hoogte van Inga. De watervallen hebben zich gevormd in een scherpe bocht van de Congo, waar de breedte van de rivier varieert van 4 kilometer tot slechts 260 meter. 
Bij de watervallen liggen de Ingadammen met twee waterkrachtcentrales, de Inga 1 en de Inga 2. Er bestaan plannen voor een derde en een vierde centrale, de Inga 3 en de Grand Inga.